# Concha Piquer
Pour les articles homonymes, voir Piquer (homonymie).
Concepción Piquer López (Valence, 8 décembre 1906 - Madrid, 12 décembre 1990), aussi connue sous le nom de Concha Piquer,  est une chanteuse et actrice espagnole qui s'est démarquée comme une tonadillera pour son émotivité et son expressivité interprétative. La diva passe pour être la reine de la copla grâce à la sensualité de sa voix chaude et mélodieuse, sans oublier son sens de la scène et un talent théâtral indéniable. 
La figure de femme fatale et libre évoquée dans ses chansons et qu'elle incarne parfaitement allait pourtant bien à l’encontre de la pudibonderie de la culture officielle du franquisme. Mais son talent et sa popularité la mettaient à l'abri de la censure car il lui donnait un statut de « Diva choyée par le régime »  en tant qu'icône de la copla, chanson typiquement espagnole et donc emblème de l'hispanité mise en avant dans l'identité nationale prônée par l'idéologie au pouvoir. Néanmoins on peut encore « s’étonner qu’un de ses grands succès, Tatuaje (« Tatouage »), lequel raconte l’histoire d’une prostituée qui tombe fatalement amoureuse d’un marin de passage, ait pu déjouer la censure ».
En 1933, elle a épousé le matador  Antonio Márquez Serrano, dont elle a eu une fille également chanteuse : Concha Márquez Piquer.

## Discographie
- Canciones de oro
- La Piquer vive
- A tu vera
- Leyendas del siglo XX
- Concha Piquer Canta Junto A Concha Márquez Piquer
- Antología

## Filmographie
- 1930 : La Bodega de Benito Perojo - (Maria Luz)